# 人類
人類（英語：humanity，mankind，human beings）是個有別于生物學“人”的概念的社會學、文化學用語，從名稱中的“類”字就能看出它是個集合概念，包含個人、各民族或族群，還可以延伸到人類文明或社會的範疇，有時候也可以指世界全体人口的總和。截至公元2022年，世界人口已超过80億，大约是所有曾生活在地球上的人的6%。
人類這個詞強調了區別於其他動物的種族共性，主要在於社會性、文化性，人類顯著有別于其他動物的性質就是人性。例如馬克思對於人的本质定义即“一切社会关系的总和”。研究人和人類的社會科學叫人類學。生物學上也將智人稱作人類，以昭示其與原始猿人的分野。在一些文學、影視、遊戲等文藝作品中，人類也叫人族，是區別于超能力者、精靈、矮人、巨人、獸人、哈比人、外星人、半獸人或吸血鬼等神話或虛構的亞人的存在。

## 學理上之定義
文化人類學上，人被定義為能夠使用語言、文字等具有複雜的社會組織與科技發展的生物，尤其是他們能夠建立團體與機構來達到互相支持與協助的目的。
行為學上來看人類的特徵有：懂得使用語言，文字，具有多種複雜的互助性社會組織，喜歡發展複雜的科技的成就感。這些行為學上的差異也衍生出各文化不同的信仰、传说、仪式、社会规范。
精神層面上，人被描述為有靈魂的種類，在宗教與歷史中，這些靈魂被認為與神聖的力量或存在有關；而在神話學中，人的靈魂也會被拿來與其他的人型動物作對照。如人工智慧或天使是沒有肉體的靈體，獸人或亞人則只有欲望和膚淺的情緒。